# ウチワサボテン亜科
ウチワサボテン亜科（うちわさぼてんあか、Opuntioideae）は、サボテン科の亜科のひとつである。南北アメリカおよび近隣島峡に5連15属ほどが分布する。
和名の「ウチワサボテン」は、本亜科の代表的な属であるオプンティア属が平たい茎節を持つことから、それをうちわに見立てたことによる。

## 特徴

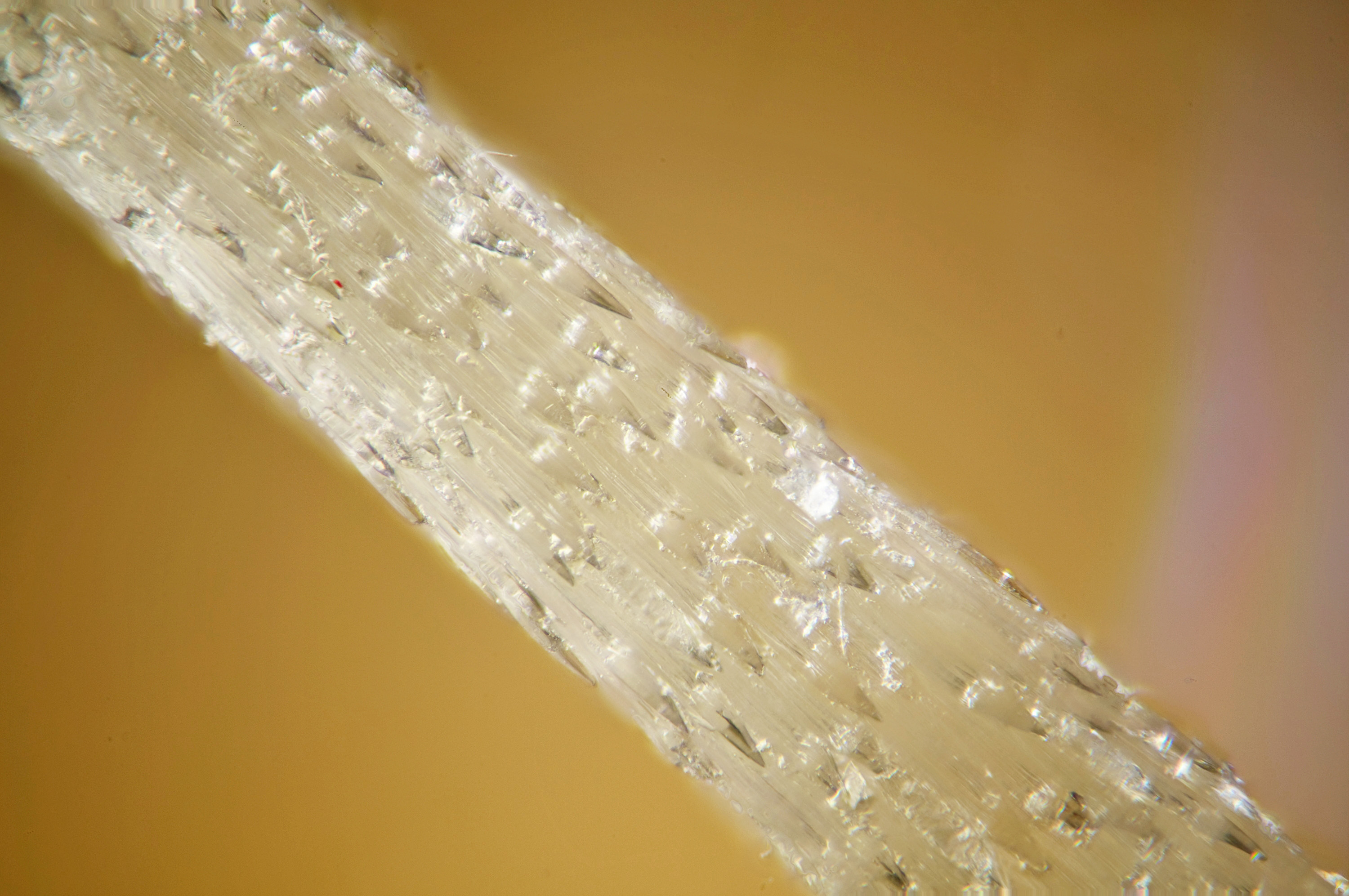
ウチワサボテン亜科の刺（細かい返しがある）

形態は、一部の種を除き、円筒形または小判型の茎節をいくつも連ねた姿をしている。ハシラサボテン亜科のように一つのシュートが何年も伸び続けることはあまりない。若い茎節には鱗片状の葉がつき（すぐに脱落する）、一部の属では明確な葉に発達する。全体の形としては、樹木のようになるもの、小山状のクッション（群落）を形成するものの二つが多い。
鱗片状の葉の脇には刺座があり、ここに刺が発生する。ハシラサボテン亜科やコノハサボテン亜科の単純な針状の刺と異なり、ウチワサボテン亜科の刺の表面には細かい返しがついており、刺さると抜けずに折れる。主たる刺の他に細かい毛のような刺（芒刺）が刺座に密生することも特徴で、これにも顕微鏡サイズの細かい返しがついている上、容易に脱落する。触ると厄介な植物の一つである。
そのほかの特徴として、種子に白い種皮を持つものが多いことがあげられる。

## 人間との関わり
高山性種を除き、比較的強健な種が多く、アフリカやオーストラリアに侵入して雑草化している。センニンサボテン (Opuntia stricta) は重機で踏み潰しても破片から再生することができ、世界の侵略的外来種ワースト100に選定されている。日本での繁殖は確認されていないが、近縁種がしばしば野生群落を形成しており、要注意外来生物に指定されている。
一方で、オプンティア属の茎節（ノパル）や果実（トゥナ）は食用にされるほか、寄生するカイガラムシを利用したコチニール色素の生産に重要である。Pereskiopsis 全種および Quiabentia 全種、一部のオプンティアを除き、ワシントン条約附属書IIに記載されており、国際取引に規制を受ける。
メキシコでは、ウチワサボテンの加工物を生分解性プラスチックとして利用する研究が行われている。

## サボテン科内の位置づけ

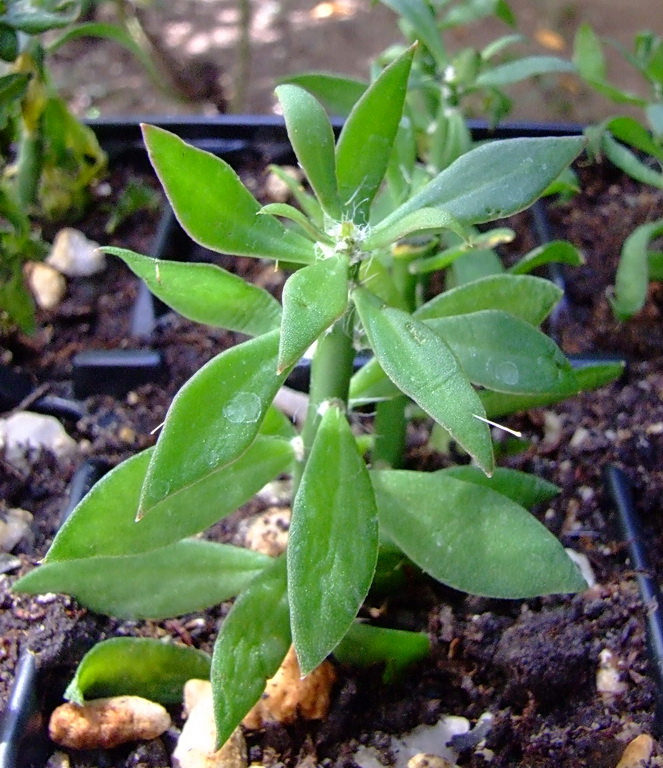

鱗片状の葉を持つことから、かつてはコノハサボテン亜科の次に原始的なサボテン類とされていた。しかし、最近の分子系統解析の結果は、ハシラサボテン亜科の姉妹群とする系統樹を支持している。また、現生種が多様化したのは、ハシラサボテン亜科よりも遅いとする研究例もある。

## 分類

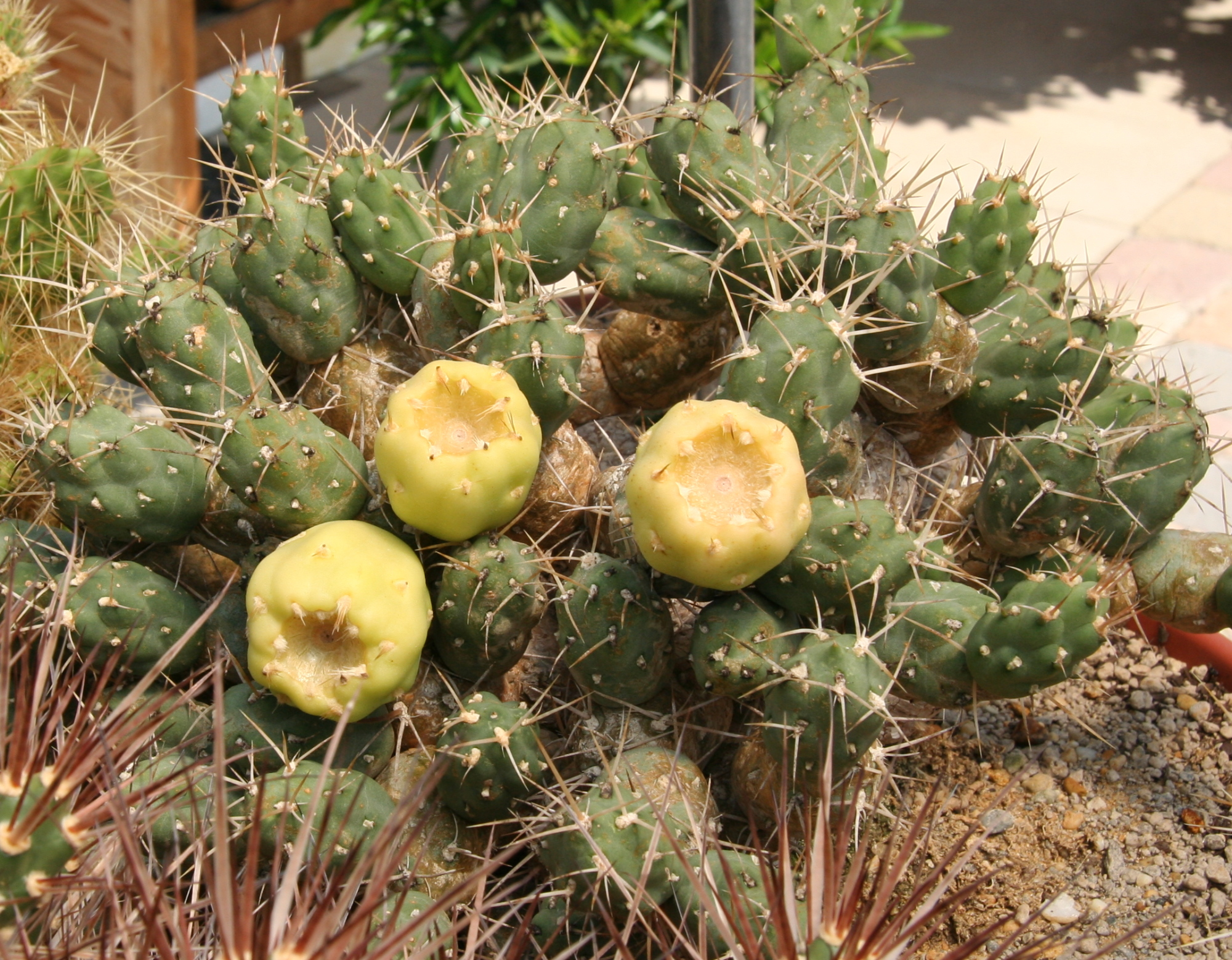

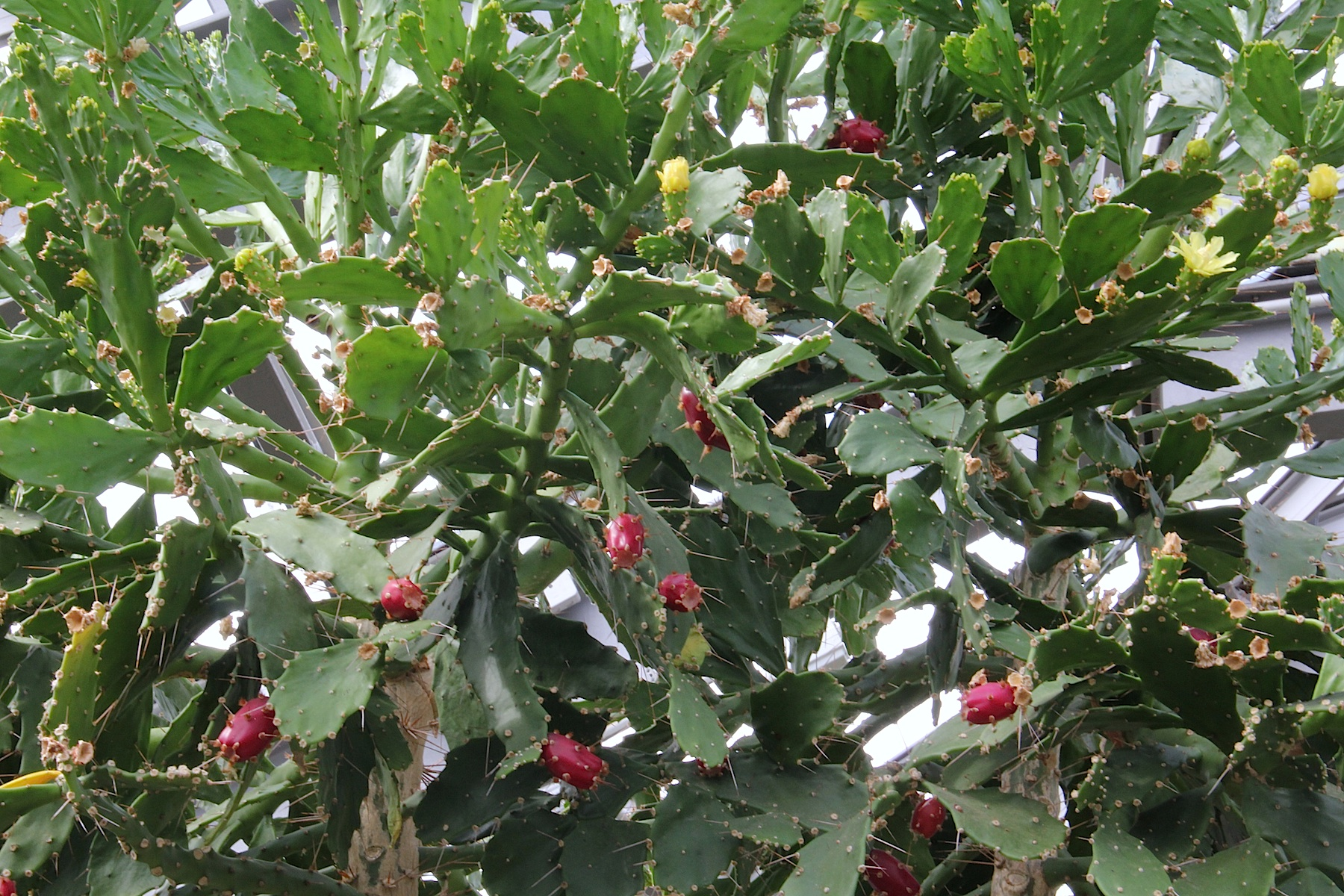
葉団扇

## 分類[4]
アウストロキリンドロプンティア連 Austrocylindropuntieae
- Austrocylindropuntia - 円筒茎節。細長い線形葉を持つ
- Cumulopuntia - 小型茎節が小山状に群生

キリンドロプンティア連 Cylindropuntieae
- Cylindropuntia - 円筒茎節
- Grusonia - 小型茎節が小山状に群生
- Pereskiopsis - 円筒形茎。大型の葉を備え、コノハサボテン類に近い外観を持つ
- Quiabentia - 円筒茎節。肉厚の多肉葉を持つ

オプンティア連 Opuntieae
- Brasiliopuntia - 扁平茎節。茎節はかなり薄い
- Consolea - 扁平茎節
- Miqueliopuntia - 円筒茎節
- オプンティア属 Opuntia - 扁平茎節。サボテン科最大の属で、形態は多様
- Tacinga - 扁平茎節
- Tunilla - 扁平小型茎節が小山状に群生

プテロカクツス連 Pterocacteae
- Pterocactus - 円筒茎節。大型の塊根を持つ

テフロカクツス連 Tephrocacteae
- Maihueniopsis - 円筒茎節。小山状に群生
- Tephrocactus - 円筒茎節が連続